# Parti régénérateur libéral

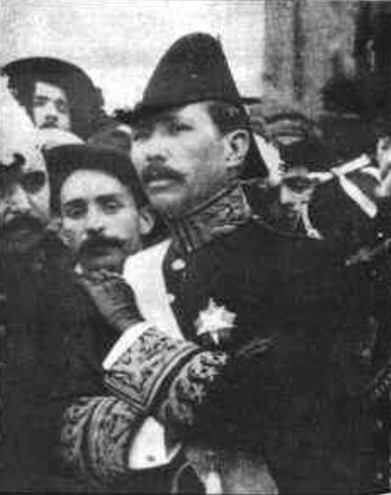
João Franco

Le Parti régénérateur libéral, officiellement nommé Centre régénérateur libéral, était un parti politique portugais sous la monarchie constitutionnelle. Il a été fondé le 16 mai 1901 par João Franco et 25 autres députés après leur rupture (le 12 février 1901) avec Ernesto Hintze Ribeiro leader du Parti régénérateur.  